# キーナ・ターナー
キーナ・ターナー（Keena Turner 1958年10月22日- ）はイリノイ州シカゴ出身の元アメリカンフットボール選手。NFLのサンフランシスコ・フォーティナイナーズで11シーズンプレーした。現役時代のポジションはラインバッカー。

## 経歴

### プロ入りまで
シカゴのギャングに支配される、低所得者層が住む地域で育った。
シカゴ・ベアーズのプロフットボール殿堂入り選手、ディック・バトカスと同じ高校に入学した。パデュー大学ではビッグ・テン・カンファレンスのオールチームに2度選ばれた。

### NFL
1980年のNFLドラフト2巡でサンフランシスコ・フォーティナイナーズに指名された。フォーティナイナーズでは、アウトサイドラインバッカーとしてプレーした。
1982年1月24日に行われた第16回スーパーボウルでは、ひどい風邪をひいて迎え、第3Qに自陣14ヤードまで攻め込まれた第4ダウンのプレーで、交代のコールを見逃しフォーティナイナーズは10人でプレーし、ピート・ジョンソンにファーストダウン更新を許した。
1984年には2サック、4インターセプトをあげるとともにNFL最少失点であったディフェンスの中で強いリーダーシップを発揮、プロボウルに選出された。
1990年1月、ロサンゼルス・ラムズとのNFCチャンピオンシップゲームでは、ジム・エバレットからヘンリー・エラードに投げられたパスをインターセプトしている。
1990年9月、ロースターからカットされたが、その後復帰し全16試合に出場した。
フォーティナイナーズ一筋で11シーズンプレーし、1990年シーズンを最後に現役を引退した。引退までにスーパーボウルリングを4個獲得した。フォーティナイナーズの選手として1980年代に4回優勝しているのは、他にジョー・モンタナ、ロニー・ロット、エリック・ライト、マイク・ウィルソンの4人のみで、ジェシー・サポールが第19回スーパーボウルから第29回スーパーボウルまでの4回優勝メンバーとなっている。
1991年4月、エリック・ライト、マイク・ウィルソンとともに契約延長のオファーを受けず、現役を引退した。同時にプランBでロニー・ロット、ロジャー・クレイグ、マット・ミレンがフォーティナイナーズから移籍した。

### 現役引退後
現役引退後も、フォーティナイナーズのチームスタッフとして留まり、1992年からスタンフォード大学のヘッドコーチに就任したビル・ウォルシュの下でアシスタントコーチを1995年まで務めた。
1998年にフォーティナイナーズのスタッフに復帰した。
スタンフォード大学でのコーチを辞めた後、テレビやラジオ解説者として10年以上にわたり活動している。
2000年6月には、カリフォルニア州トレーシーにトヨタのカーディーラー、TRACY TOYOTAを元チームメートのロニー・ロットと設立した。
2006年、パデュー大学の殿堂入りを果たした。
2008年、フォーティナイナーズの副社長に就任した。